# Liga de balonmano de la Unión Soviética
La Liga de balonmano de la Unión Soviética fue el campeonato de balonmano de la extinta Unión Soviética. Comenzó en 1955 y desapareció en 1992 por la disolución de la Unión Soviética.
En la actualidad, las ligas de Ucrania, de Rusia y de Bielorrusia son las más destacadas del extinto país.

## Palmarés

### Con 11 jugadores
| Temporada | Campeón          |
| --------- | ---------------- |
| 1955-56   | MVO Moscou       |
| 1956-57   | Burevestnik Kiev |
| 1957-58   | OSZK Odessa      |
| 1958-59   | SKIF Lviv        |
| 1959-60   | MAI Moscú        |
| 1960-61   | Trud Moscou      |

### Con 7 jugadores
| Saison  | Champion             |
| ------- | -------------------- |
| 1961-62 | Burevestnik Tbilissi |
| 1962-63 | Atletas Kaunas       |
| 1963-64 | Burevestnik Tbilissi |
| 1964-65 | MAI Moscú            |
| 1965-66 | SK Kountsevo Moscou  |
| 1966-67 | SK Kountsevo Moscou  |
| 1967-68 | MAI Moscú            |
| 1968-69 | SK Kountsevo Moscou  |
| 1969-70 | MAI Moscú            |
| 1970-71 | MAI Moscú            |
| 1971-72 | MAI Moscú            |
| 1972-73 | CSKA Moscú           |
| 1973-74 | MAI Moscú            |
| 1974-75 | MAI Moscú            |
| 1975-76 | CSKA Moscú           |
| 1976-77 | CSKA Moscú           |

| Saison  | Champion         |
| ------- | ---------------- |
| 1977-78 | CSKA Moscú       |
| 1978-79 | CSKA Moscú       |
| 1979-80 | CSKA Moscú       |
| 1980-81 | SKA Minsk        |
| 1981-82 | CSKA Moscú       |
| 1982-83 | CSKA Moscú       |
| 1983-84 | SKA Minsk        |
| 1984-85 | SKA Minsk        |
| 1985-86 | SKA Minsk        |
| 1986-87 | CSKA Moscú       |
| 1987-88 | SKA Minsk        |
| 1988-89 | SKA Minsk        |
| 1989-90 | Dinamo Astrakhan |
| 1990-91 | SKIF Krasnodar   |
| 1991-92 | SKIF Krasnodar   |

## Palmarés por equipo
| Títulos | Club                 | República          | Temporadas                                                                      |
| ------- | -------------------- | ------------------ | ------------------------------------------------------------------------------- |
| 9       | CSKA Moscú           | RSFS de Rusia      | 1972-73, 1975-76, 1976-77, 1977-78, 1978-79, 1979-80, 1981-82, 1982-83, 1986-87 |
| 7       | MAI Moscú            | RSFS de Rusia      | 1964-65, 1967-68, 1969-70, 1970-71, 1971-72, 1973-74, 1974-75                   |
| 6       | SKA Minsk            | RSS de Bielorrusia | 1980-81, 1983-84, 1984-85, 1985-86, 1987-88, 1988-89                            |
| 3       | SK Kountsevo Moscú   | RSFS de Rusia      | 1965-66, 1966-67, 1968-69                                                       |
| 2       | Burevestnik Tbilissi | RSS de Georgia     | 1961-62, 1963-64                                                                |
| 2       | SKIF Krasnodar       | RSFS de Rusia      | 1990-91, 1991-92                                                                |
| 1       | Atletas Kaunas       | RSS de Lituania    | 1962-63                                                                         |
| 1       | Dinamo Astrakhan     | RSFS de Rusia      | 1989-90                                                                         |